# Cape-York-Zwergfledermaus

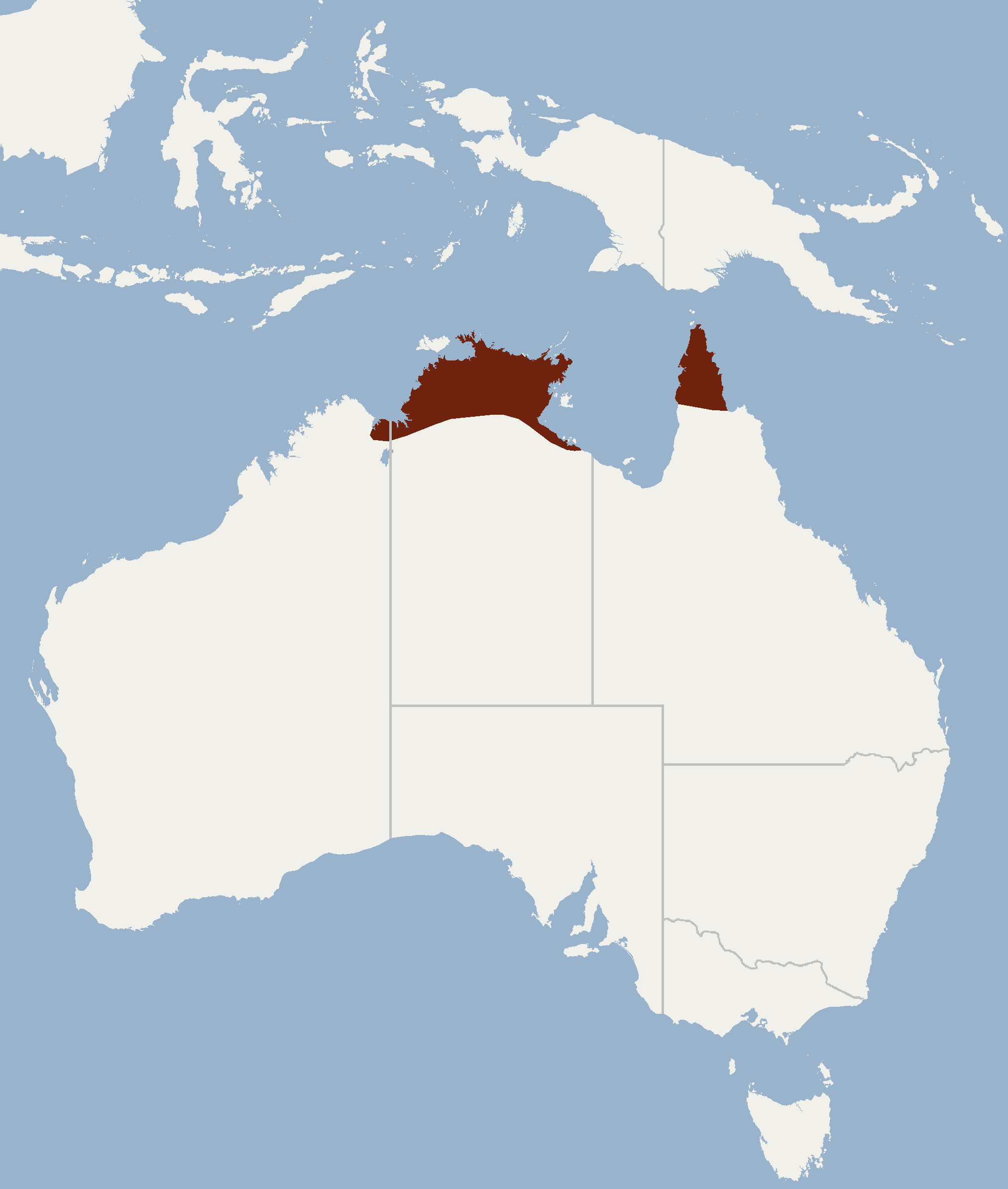
Verbreitungsgebiet der Cape-York-Zwergfledermaus

Die Cape-York-Zwergfledermaus (Pipistrellus adamsi) ist eine Art in der Familie der Glattnasen, die im Norden Australiens vorkommt. Das Epitheton im wissenschaftlichen Namen ehrt den australischen Zoologen Mark Andrew Adams, der am South Australian Museum tätig ist.

## Merkmale
Die Art ist mit einer Kopf-Rumpf-Länge von 33,9 bis 42 mm sowie einer Schwanzlänge von 26,7 bis 34,6 mm ein kleiner Vertreter der Zwergfledermäuse. Sie besitzt breite, abgerundete Ohren, die 9,4 bis 12 mm lang sind. Für die Originalbeschreibung des Fells wurde ein in Alkohol konserviertes Exemplar getrocknet. Es war überwiegend hellbraun mit brauner Kopfpartie. Die Flughäute, Ohren und andere freiliegende Häute sind schwarzbraun. Die Schwanzflughaut ist teilweise mit Fell bedeckt. Die Cape-York-Zwergfledermaus unterscheidet sich in vielen Details des Schädels und des Gebisses von nahe verwandten Zwergfledermäusen.

## Verbreitung
Das Verbreitungsgebiet der Cape-York-Zwergfledermaus liegt auf der Kap-York-Halbinsel im australischen Bundesstaat Queensland sowie auf der nördlichen Halbinsel des Bundesstaates Northern Territory. Die Fledermaus lebt in der Nähe von Wasserstellen in Savannen, in Regenwäldern und in offenen Wäldern. Im Northern Territory wird sie häufig im Umfeld von Baumgruppen mit Eukalypten (Eucalyptus) angetroffen.

## Lebensweise
Die Cape-York-Zwergfledermaus ruht in Felsspalten sowie vermutlich in Baumhöhlen. Es kommt vermutlich mehr als ein Wurf pro Jahr vor und pro Wurf wird ein Jungtier geboren.

## Status
Landschaftsveränderungen durch grasende Haustiere können sich negativ auf den Bestand auswirken. Im Verbreitungsgebiet der Cape-York-Zwergfledermaus gibt es mehrere Nationalparke und andere Schutzgebiete. Die IUCN listet die Art als nicht gefährdet (Least Concern).

## Belege
1. ↑  Don E. Wilson, DeeAnn M. Reeder (Hrsg.): Mammal Species of the World. A taxonomic and geographic Reference. 3. Auflage. 2 Bände. Johns Hopkins University Press, Baltimore MD 2005, ISBN 0-8018-8221-4 (englisch, Pipistrellus adamsi).
2. ↑  Bo Beolens,Michael Watkins,Michael Grayson (Hrsg.): The Eponym Dictionary of Mammals. Johns Hopkins University Press, Baltimore MD 2009, S. 3 (englisch, Adams).
3. ↑  Kitchener, Caputi & Jones: Revision of Australo-Papuan Pipistrellus. (PDF) In: Records of the Western Australian Museum. 1986, S. 463–468, abgerufen am 4. November 2017 (englisch).
4. 1 2 3  Pipistrellus adamsi in der Roten Liste gefährdeter Arten der IUCN 2016. Eingestellt von: Lumsden, L., Woinarski, J. & Milne, D., 2008. Abgerufen am 4. November 2017.